# 草南站
草南站（：／ Chonam yeok */?）是光陽製鐵線與新光阳港线的一座线路所，位于韓國全羅南道光陽市光陽邑草南里。

## 历史
- 1987年9月16日 - 落成使用。

## 相鄰車站
韓國鐵道公社
光陽製鐵線
光陽－草南－黃吉
新光陽港線
草南－新光陽港